# 545 Messalina
545 Messalina је астероид са пречником од приближно 111,29 km.
Афел астероида је на удаљености од 3,743 астрономских јединица (АЈ) од Сунца, а перихел на 2,661 АЈ.
Ексцентрицитет орбите износи 0,168, инклинација (нагиб) орбите у односу на раван еклиптике 11,124 степени, а орбитални период износи 2093,409 дана (5,731 година).
Апсолутна магнитуда астероида је 8,84 а геометријски албедо 0,041.
Астероид је откривен 3. октобра 1904. године.